# 2019년 남북미정상회담
2019년 남북미정상회담(영어: 2019 Koreas–United States DMZ Summit)은 대한민국, 미국, 조선민주주의인민공화국 간의 정상회담이다. 2019년 6월 30일 도널드 트럼프는 오후 3시 45분에 군사분계선을 넘어 현직 미국 대통령으로서 최초로 조선민주주의인민공화국 땅을 밟은 대통령이 됐고 김정은과 도널드 트럼프는 남측 지역에 있는 자유의 집에서 정상 회담을 가졌다.

## 배경
지금껏 한반도 비무장 지대를 방문하고 방탄 유리 뒤에서 쌍안경으로 조선민주주의인민공화국의 영토를 본 미국의 대통령은 많았으나, 그동안 조선민주주의인민공화국의 지도자를 직접 만나거나 조선민주주의인민공화국의 영토를 방문한 현직 미국 대통령은 없었다.
북미간 베트남의 하노이에서 개최된  2차 북미 정상회담에서 구체적인 협상 결과를 도출하지 못한 이후에, 향후 조선민주주의인민공화국의 비핵화를 위한 실무 협상 재개가 이루어지지 못하고 있는 상황이었다.
미국 대통령 도널드 트럼프와 조선민주주의인민공화국의 김정은 위원장 은 2019년 6월 초부터 공식적인 서신을 주고 받으면서, 의견을 교환하며 추가적인 정상회담의 계기를 마련했다.

## 발표

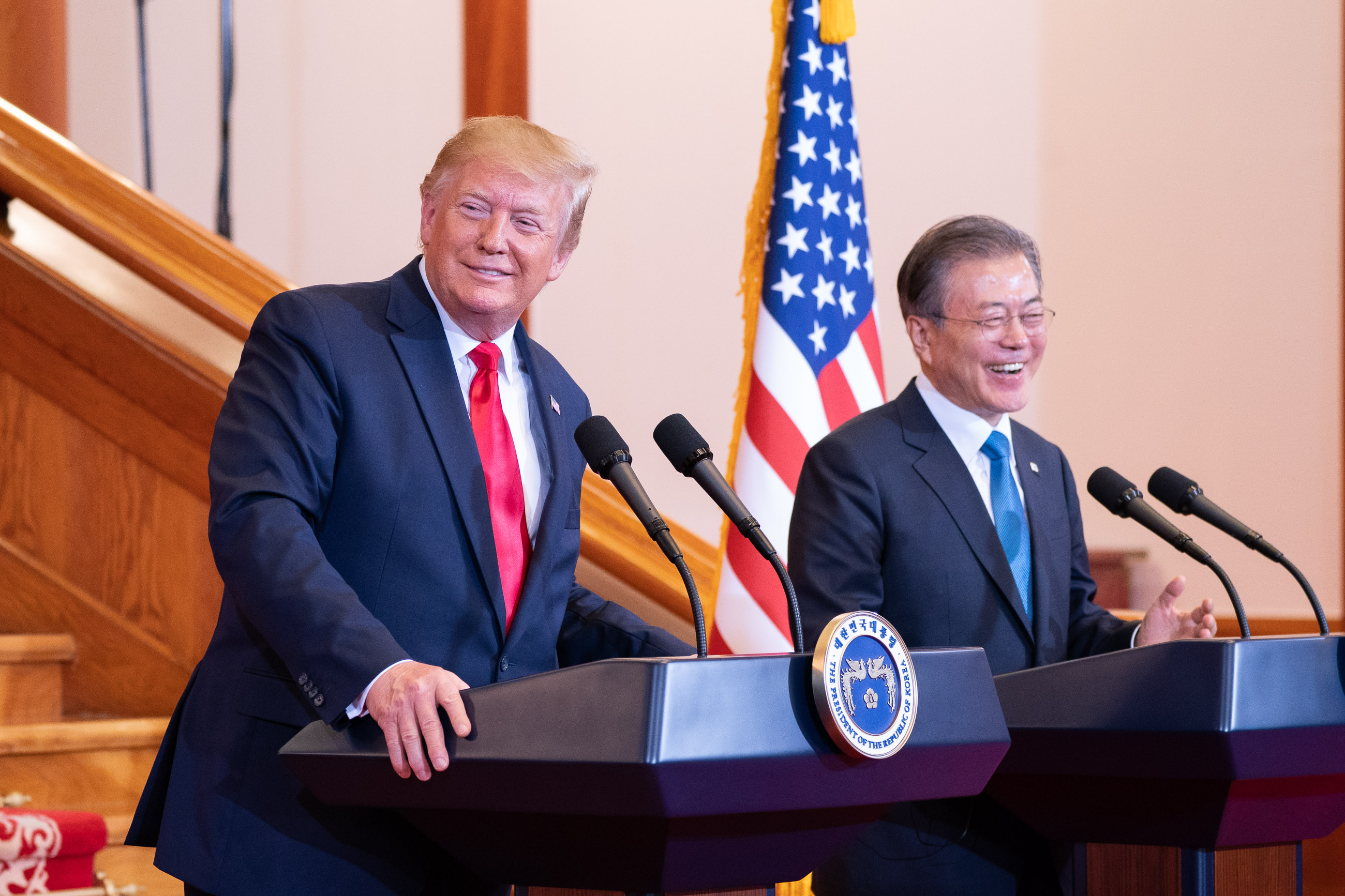
한미 정상회담을 마치고 판문점 회동을 발표하는 문재인 대통령.

2019년 6월 24일에 대한민국 청와대는 도널드 트럼프가 6월 29일부터 30일까지 대한민국을 공식 방문하며 한반도 비무장 지대의 방문도 검토하고 있다고 밝혔다. 6월 29일 도널드 트럼프는 G20 Summit에 시행되었던  일본의 오사카를 떠나 대한민국으로 향하기 전에 트위터를 통해 다음과 같이 밝혔다.
"북한의 김정은 위원장이 이것을 본다면, 나는 북한과 남한 사이의 국경 DMZ에서 그를 만나 악수를 하고, 인사를 할 수 있을 것이다."
대한민국과 미국 사이에 정상회담이 이루어지는 동안 대한민국의 대통령 문재인은 도널드 트럼프가 한반도 비무장 지대에서 김정은을 만날 것이라고 밝혔다.

## 회담

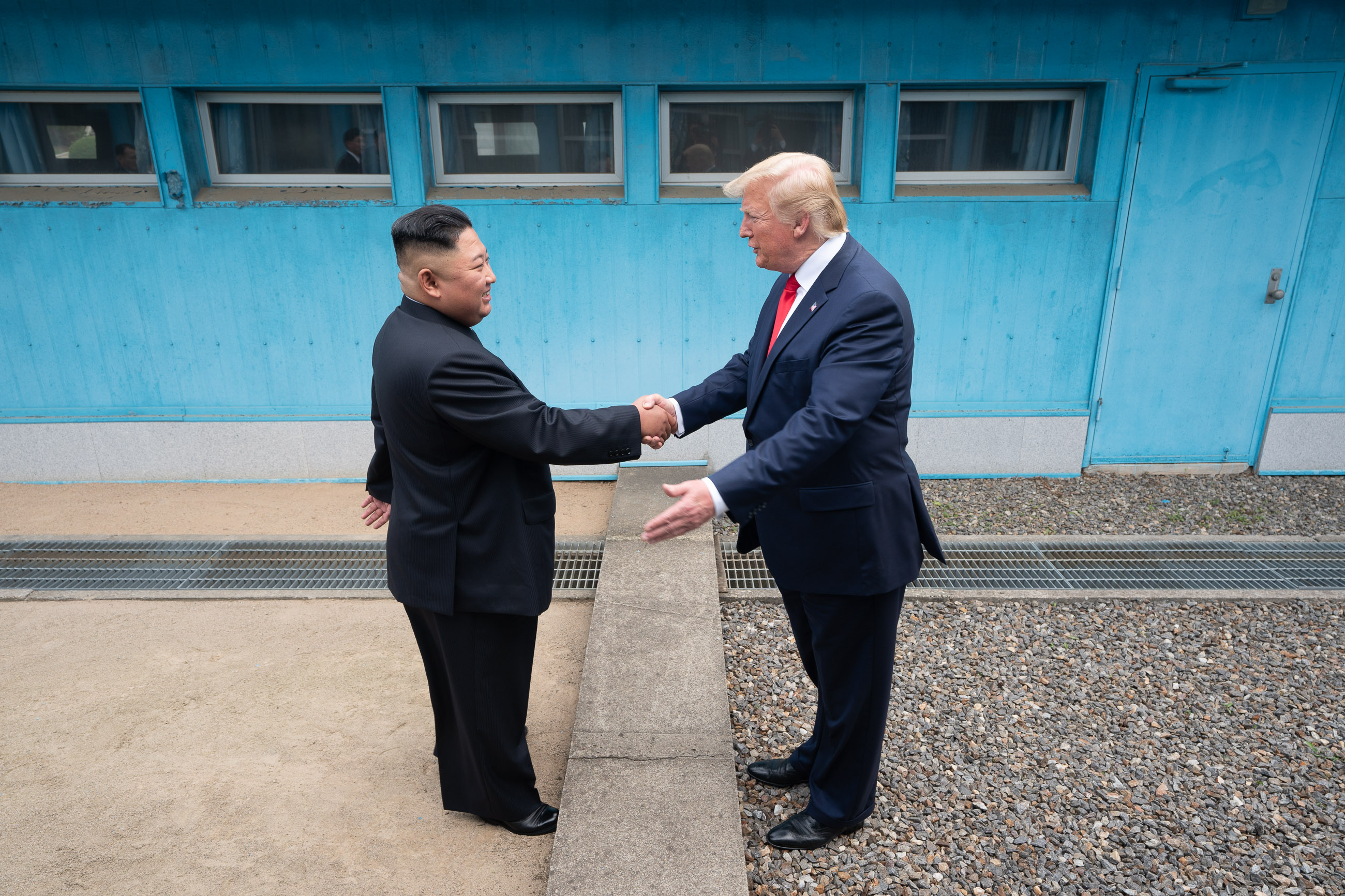
미국의 대통령 도널드 트럼프와 조선로동당 위원장 김정은이 판문점 군사분계선에서 악수를 하는 모습

6월 30일에 2019년 오사카 G20 정상회의가 끝난 뒤 도널드 트럼프와 문재인은 김정은과의 회담을 갖기 전에 양복 차림으로 한반도 비무장 지대를 찾아 오울렛 초소를 방문했다. 그 뒤 도널드 트럼프와 문재인은 캠프 보니파스를 들른 뒤 판문점으로 이동했다.
도널드 트럼프는 판문점의 군사분계선에서 김정은과 손을 맞잡았고, 김정은은 "이런 데서 각하를 만나게 될 줄 생각 못했습니다"라고 말했다. 김정은은 도널드 트럼프에게 군사분계선을 넘어 올 것을 제안했고, 도널드 트럼프가 이를 받아들여 잠시 군사분계선을 넘으며 조선민주주의인민공화국을 방문한 최초의 미국의 대통령이 됐다. 회담이 시작되기 전 도널드 트럼프는 김정은을 백악관에 초청했고, 김정은은 도널드 트럼프를 평양직할시로 초청했다. 이후 문재인이 합류해 도널드 트럼프, 김정은과 대화를 나누었으며, 김정은과 도널드 트럼프는 판문점 남측의 자유의 집에서 53분간 양자 회담을 가졌다. 회담이 끝난 뒤 도널드 트럼프와 문재인이 조선민주주의인민공화국으로 돌아가는 김정은을 배웅했다.
이후 도널드 트럼프의 선임 고문 이방카 트럼프는 블룸버그 뉴스 와의 인터뷰에서 도널드 트럼프의 선임 보좌관 재러드 쿠슈너, 미국의 재무장관 스티븐 므누신도 김정은을 만나기 위해 조선민주주의인민공화국을 방문했으며, 자신은 조선민주주의인민공화국 측의 초청을 받고 조선민주주의인민공화국의 비핵화를 이루기 위해 선의로 조선민주주의인민공화국을 방문해야 했다고 말했다. 조선중앙통신사는 이방카 트럼프와 김정은이 만난 모습을 보도했으며, 김정은이 스티븐 므누신과 만난 모습도 공개했다.

## 정상 회담 이후
회담이 끝난 뒤 미국과 조선민주주의인민공화국 모두 비핵화 협상을 재개한다고 밝혔고, 미국의 국무장관 마이크 폼페이오는 협상 상대는 조선민주주의인민공화국 외무성이 될 것이며 7월 중순부터 실무 협상을 본격적으로 시작할 것이라고 말했다.
《뉴욕 타임스》가 '미국이 시 협상에서 조선민주주의인민공화국 핵무기 동결에 만족할 수도 있다'는 기사를 싣자 미국 국무부 대북특별대표 스티븐 비건은 "어떠한 새로운 제안도 준비하지 않고 있다"고 말하며 "미국의 목표는 여전히 최종적이고 완전히 검증된 북한의 비핵화(FFVD)"라고 답했다.
국민대학교 교수 안드레이 란코프는 《워싱턴 포스트》와의 인터뷰에서 "두 강국의 정상들이 회담을 그렇게 촉박하게 마련할 것이라고 상상도 할 수 없었다"고 말했으며, 이번 회담은 실질적인 진전을 향한 어떠한 기대도 끌어올리지 않으면서 정치적인 의도를 전하기 위한 ' 미리 계획된 만남" 라고 평가했다.
미국의 마이크 폼페이오 국무 장관이 조선민주주의인민공화국의 최근 단거리 미사일 실험에 대한 비판과 조선민주주의인민공화국의 최선희 외교 부장의 맞대응이 있었다. 이런 와중에 2019년 9월달에는 베트남의 리얼리티 TV에서 녹화방송 촬영을 평양지역에서 시행하는 것이 최초로 승인되었다.  이것은 조선민주주의인민공화국의 관광 산업을 활성시키는 목적과, 조선민주주의인민공화국-베트남 관계를 개선하기위한 선의의 제스처로 평가되었다.

### 조선민주주의인민공화국 외무상의 발표
2019년 9월 9일 최선희 조선민주주의인민공화국 외무상은  미국 측이 조미(북미) 쌍방의 이해관계에 다 같이 부응하며 우리에게 접수 가능한 계산법(완전한 비핵화 대 체제안전 보장)’에 기초한 대안을 가지고 나올 것이라고 믿고 싶다. 라고 2019년 9월말 미국과 실무 협상 의지가 있음을 발표하였다. 마이크 폼페이오 미국 국무장관은 9월 6일 인터뷰에서 "모든 나라는 스스로를 방어할 주권을 갖는다"며, 조선민주주의인민공화국이 핵을 포기할 경우 미국은 조선민주주의인민공화국의 안전 보장을 제공할 것이라는 메시지를 내놓았다.  향후 있을 북한측 미국과의 실무협상 책임자는 김명길 전 베트남 대사가 유력하다고 국내 언론이 분석하였다. 마이크 폼페이오 국무장관의 카운트파트로 유력한 리용호 외무상과 최근 위상이 크게 높아진 최선희 외무성 제1부상이 김명길 전 베트남 대사의 북미 협상에 대한 지휘를 할 것으로 분석하였다.

### 미국 안보 보좌관
9 월 10일 트럼프는 미국의 외교 정책에서 강경파에 속하는 존 볼턴 미국 안보 보좌관을 해임하였다. 이유는 조선민주주의인민공화국의 협상에 대해서 리비아 모델을 제시하는 것은 부적절 하기 때문이라고  트럼프 미국 대통령이 발표하였다. 그러나 존 볼턴 자신은 해임 된것이 아니라, 스스로 사임안것이라고 하였다, 미국의 버니 샌드슨(Bernie Sanders ) 과 란드 폴( Rand Paul) 의원은 존 볼턴의 해임이 적절한 것이라고 지지 하였다. 그이유는 그동안 존 볼턴이 권장한 전쟁을 선호하는 정책은 중동 지역을 더욱 불안정하게 만드는등 여러 가지 심각한 부작용을 갖고 왔다고 평가 하였다. 그 예로 대량 살상 무기가 있다고 하면서 미국이 이라크와  전쟁을 시작하였으며, 이라크의 독재자로 알려진 사담 후세인을 제거 하였지만, 중동 지역에서 세력의 균형을 깨트려서, 오히려 ISIS 무장 단체 테러리스트등의 등장으로 오히려 중동 지역을 불안정하게 하는 원인이 된것을  언급하였다. 미국의 공화당 의원인 란드 폴은 "위대한 국가는 끝나지 않는 영원한 전쟁에 관여 하지 말아야 한다"고 트럼프 대통령의 말을 인용하였다. 

전쟁 우선 주의를 추진하는 것으로 알려진 강경파 존 볼턴이 2019년 9월 10일에 해임된 이후에 북미간의 협상이 실질적으로 진행될것으로 싱가폴 언론은 예상하였다. 존 볼턴은 과거 조선민주주의인민공화국에 대한 무력 공격을 미국 대통령에게 권장하였다. 또한 베트남 하노이에서 열린 2차 북미 정상회담에서 조선민주주의인민공화국의 완전한 비핵화 리스트가 담긴 요청서를 트럼프 미국 대통령이 조선민주주의인민공화국의 김정은 위원장에게 느닷없이 전달하도록, 트럼프 미국 대통령을 존볼턴이 설득하여, 베트남 하노이에서의 2차 북미 정상회담이 타결되지 못하도록 한 사례등을 소개하였다.
존 볼튼은 해임된 이후에 미국의 보수 세력에 정치 후원금을 지원 하여 정치 활동을 재개하였다.  미국의 조지 워싱턴대학교 한국학연구소 부소장은 한국 언론과 인터뷰에서 존 볼턴의 해임은 트럼프 대통령에 격한 언쟁을 자주 하는 것등으로 예상된 상황이었다고 분석하였다. 존 볼턴이 해임된 여러 가지 이유들중 한가지 예로  탈레반하고 아프가니스탄 정부가 합의점을 찾지 못하고 난해 하던 상황에서, 양쪽 진영즉 탈레반하고 아프가니스탄 정부 관계자를 모두 미국 대통령 트럼프이 대통령의 별장으로 불러서 군사적인 빅딜을 성사시키려고 미국 백악관이 비밀리에 추진하던 것을 존 볼턴이 사전에 언론에 유출한 것으로 인식 되었다. 이번에 백악관 내부에서 마이크 폼페이오 국무 장관등과도 갈등이 심하던, 존 볼턴이 해임 된것으로 인해서, 향후 북미 정상회담이 정상궤도로 올라가도록. 탄력을 받을것으로 예상하였다.
2019년 9월 18일에, 미국 대통령 도날드 트럼프는 변호사 자격을 갖고 있으며, 미국 행정부를 대표하는 인질 협상가인 로버트 C. 오브라이언을 기존의 강경파인 존 볼튼을 해임한 이후 해당 자리에 대한 후임자로 지명하였다.  미국의 신임 안보 보좌관 로버트 오브라이언 (Robert O'Brien)은 미국의 CBS와의  "Face the Nation" 명칭을 가진 인터뷰에서, 조선민주주의인민공화국이 만약 도발을 한다면 이것은 큰 실수가 될것이며, 조선민주주의인민공화국의 김정은 위원장은 미국 트럼프 대통령과 비핵화를 약속하였고, 이것을 위하여 미국 행정부 측과 함께 지속적으로 노력 할 것을 신뢰 한다고 발언하였다.

### 차기 회담을 위한 실무 회담
미국의 피츠패트릭 전 부차관보는 16일 미국언론 VOA와의 인터뷰에서, 2019년 9월 말에 예상되는 조선민주주의인민공화국과의 실무 협상과 관련해 조선민주주의인민공화국이 높은 기준을 제시하고 있으며, 타협을 배제하고 최대한을 요구하는 입장을 취하고 있다고 발표하였다. 해당 세부 제안 내용을 보면, 조선민주주의인민공화국이 하노이 2차 북미 정상회담에서 협상안 보다 보다 더 많은 것을 요구하고 있다는 분석이다. 트럼프 미국 대통령은 북한의 김정은 위원장으로부터 평양에서 차기 북미 정상회담을 위해, 조선민주주의인민공화국에 방문을 희망한다는 초대를 받았다는것을 공식 확인하였다. 이것에 대해서 도널드 트럼프 미국 대통령은 조선민주주의인민공화국 방문 의사에 대해서 아직은“준비돼 있지 않다고 본다”며 향후 북한과 북핵 협상등“갈 길이 남았다”고 언급 하면서, 김정은 조선민주주의인민공화국 국무위원장과의 ‘좋은 관계’를 강조하면서 북한과의 적극적인 대화의사를 밝혔다. 미국 국무부의 대변인은 논평을 통해서“9월 하순에 북핵의 협상을 재개하겠다는 조선민주주의인민공화국의 의지를 환영한다”며 “미국 행정부는 북한과 합의되는 시간과 장소에서 그런 논의들을 할 준비가 돼 있다” 라고 발표하였다.
   또한 트럼프 미국 대통령은 김정은 국무 위원장과 만남에 대해서 올해안에 어느 시점엔가 만날것이라고 하였으며, 연내 3차 북미정상회담의 성사되는 것이 가시권에 있다는 것이 발표 되었다. 향후 북미간 3차 정상 회담 장소는 미국 워싱턴 또는 북한의 평양이 북미 정상 회담 장소가 되는것에 관심을 받고 있다.
조선민주주의인민공화국은 9월 실무 회담 개최를 앞두고, 대남 및 대미 비방이 자제 되는 모습을 보였으며, 문재인 대통령은 북미 실무 대화 재개를 적극 지지하고 지원할 것이라고 발표하였다. 뤄자오후이(羅照輝) 중국 외교부 부부장은 9월 12일 중국 베이징(北京) 조어대에서 대한민국 외교부와 한반도 정세 전반에 대해서 논의를 하였다.  중국 외교부의 왕이(王毅) 외교부장이 사흘간 북한에 방문할때, 조선민주주의인민공화국의 미국과 실무 협상 재개 의지를 확인하였다는것을 대한민국 외교부에 전달하였다.
북미 양국 간 비건 대표와 최 부상등이 참여 예상되는 실무 회담 장소의 경우 판문점등은 북미간에 시차로 인해서 회담 장소로 선정될 가능성이 적으며, 상호 미국과 북한간에 시차가 비슷한 스웨덴·오스트리아 및 스위스 등 조용한 유럽 3국일 가능성이 크다고 외교 소식통이 전했다.

#### 스웨덴 실무 회담
10월 5일 스웨덴의 스톡홀름에서 북미간 실무 회담이 개최되었다. 미국은 새로운 제안을 북한에 제시하였지만, 북미간에 실무적인 합의에는 도달할 수 없었다. 미국은 북한에 관광 단지 조성을 제안 한 것으로 알려 졌다.

### 조선민주주의인민공화국의 서해 인공위성 발사장의 중요시험 발표
2019년 12월 7일 조선민주주의인민공화국의 국방 과학 아카데미의 대변인은, 조선민주주의인민공화국이 서해 위성 발사장(Sohae Satellite Launching Ground )에서 중요한 시험이 이루어졌다고 발표하였다. 이것에 대해서 관련 사진이나 테스트 데이터등이 부족하여 정확한 분석 평가는 어렵지만, 관련 전문가들은 대륙간 탄도 미사일의 고체 연료를 사용하는 엔진 또는 새로운 타입의 대륙간 탄도 미사일 엔진이 시험 되었을것으로 예상하였다.
대한민국 정부는 서해 위성 발사장이 위치한 동창리 조선민주주의인민공화국 인근에 대한 모니터링을 긴밀히 하고 있다고 발표하였다. 본 테스트는 미국이 조선민주주의인민공화국 측에 일방적인 비핵화를 요구하면서, 이것에 대한 보상책으로 조선민주주의인민공화국의 경제 제재의 완화를 꺼려하는, 즉 미국의 조선민주주의인민공화국에 대한 적대 정책의 변경을 요구하는 것이며, 만약 북미간에 2019년 12월 말까지 북미간 비핵화 협상이 이루어지지 못할 때 2020년 새해부터는 어떤 일이 발생할것인지를 세계로 알리는 신호로 분석되었다. 한편 대한민국의 전략 연구원(Korea Research Institute for National Strategy in South Korea) 김대영 연구원은, 조선민주주의인민공화국이 미국과 비핵화 대화의 모멘텀을 지속하기 위해서,  대륙간 탄도 미사일에 대한 시험이 아니라, 인공위성 발사에 관련된 테스트를 북한이 시행하였을것으로 분석하였다.

### 유엔 미국 특사의 발언
12월 11일, 유엔 안전 보장 이사회의 유엔 특사 회의에서 미국의 특사인 켈리 크래프트는 미국이 조선민주주의인민공화국과의 협상에서, 미국은 조선민주주의인민공화국의 요구에 융통성 있는 대응이 가능하여 "구체적인 조치를 취할 준비" 즉, 북한과의 핵 거래의  북-미간에 상호 "균형 있는 합의"를 할 수 있는 준비가 되어 있다고 발표했다. 켈리는 또한 조선민주주의인민공화국이“심각하게 비 생산적인”탄도 미사일 시험을 하는 것은, 미국과의 평화 협상에 대한 문을 닫을 위험이 있다고 경고했다. 특히 캘리
크래프트는 조선민주주의인민공화국이 만약 향후에“심각한 도발”을 재개한다면 U.N. 안전 보장 이사회는 최근에 조선민주주의인민공화국이 탄도 미사일 시험 한것등등 모두 검토하여, 현살적이며 종합적으로 적용하여 안전 보장 이사회의에서 조선민주주의인민공화국의 미사일 도발에 상응하는 조치 내용으로 “북한에 대한 적절한 추가 UN 경제 제제”할 준비가 되어 있다고 강조했다.  한편   켈리 크래프트는, 유엔 안전 보장 이사회 의장으로써, 조선민주주의인민공화국과의 핵 합의에 대한 북미 간에 각각이 행하는 구체적인 엑션 아이템이 있는 병행 조치를 취하기 위해, 미국과의 협상 테이블에 조선민주주의인민공화국측이 조속히 복귀 할 것을 공식적으로 요청하였다. 12월의 유엔 안전 보장 이사회 회의에서, 러시아와 중국은 미-북간의 회담에서 미국과 조선민주주의인민공화국의 핵 협상은 단계적으로 조선민주주의인민공화국의 비핵화 조치에 각각 상응하는 적절한 미국측의 보상책을 통하여, 진행되어야 함을 강조하였다. 한편 영국, 프랑스 등 유럽 국가들과 안보리 차원에서 조선민주주의인민공화국 인권 문제를 논의할 계획이었던것에 대해서, 루이즈 샤버노 휴먼라이츠워치 유엔 국장은 12월 10일 예정됐던 조선민주주의인민공화국의 인권에 대한 UN 회의가 미국 행정부의 불참 통보로 인해서 무산된것에 대해서, 유감을 표시 하였다. 이것에 대해서 고영환 국가안보전략연구원 객원연구위원은, 미국 행정부는 조선민주주의인민공화국에 압박을 가하되 조선민주주의인민공화국과 비핵화를 위한 협상의 여지는 남겨놓으려는, 즉 미국 행정부의 조선민주주의인민공화국과 협상을 통한 한반도 비핵화를 추진하려는 미국 행정부의 의지가 반영됐다고 평가 하였다.

### 스티븐 비건의 대한민국 방문
조선민주주의인민공화국을 담당하는 미국 특사 스티븐 비건은, 조선민주주의인민공화국이 설정 한 연말까지의 북미간의 비핵화 협상 마감 기한인 2019년 12월 말을 앞두고, 12월 15일 일요일부터  3 일 동안 한국을 방문 할 예정이다.미국 특사 스티븐 비건 (Stephen Biegun)은 대한민국의 한반도 평화 안보에 대한 책임을 맡고 있는 외교부 한반도평화교섭본부장 이도훈과 한반도 비핵화에 대한 대응책을 협의 할 계획이다. 이번 미국 대북 특사의 방한에는,  미국측의 한반도 전문가인 알렉스 웡 미국 국무부 대북특별 부대표 및 앨리슨 후커 백악관 국가안보회의(NSC) 아시아 담당 선임 보좌관이 동행한다.   비건 대표가 판문점에서 조선민주주의인민공화국 측 상대와 회동을 할것인지 관심이 모아 지고 있지만,  미국 특사 스티븐 비건이 평양과의 올해 마지막 비핵화 협상을 시도 하게 될것인지 또는 미국 특사 스티븐 비건 (Stephen Biegun)의 대한민국 방문기간중 DMZ를 방문할지는 확정된 발표내용은 아직 없다.

## 반응

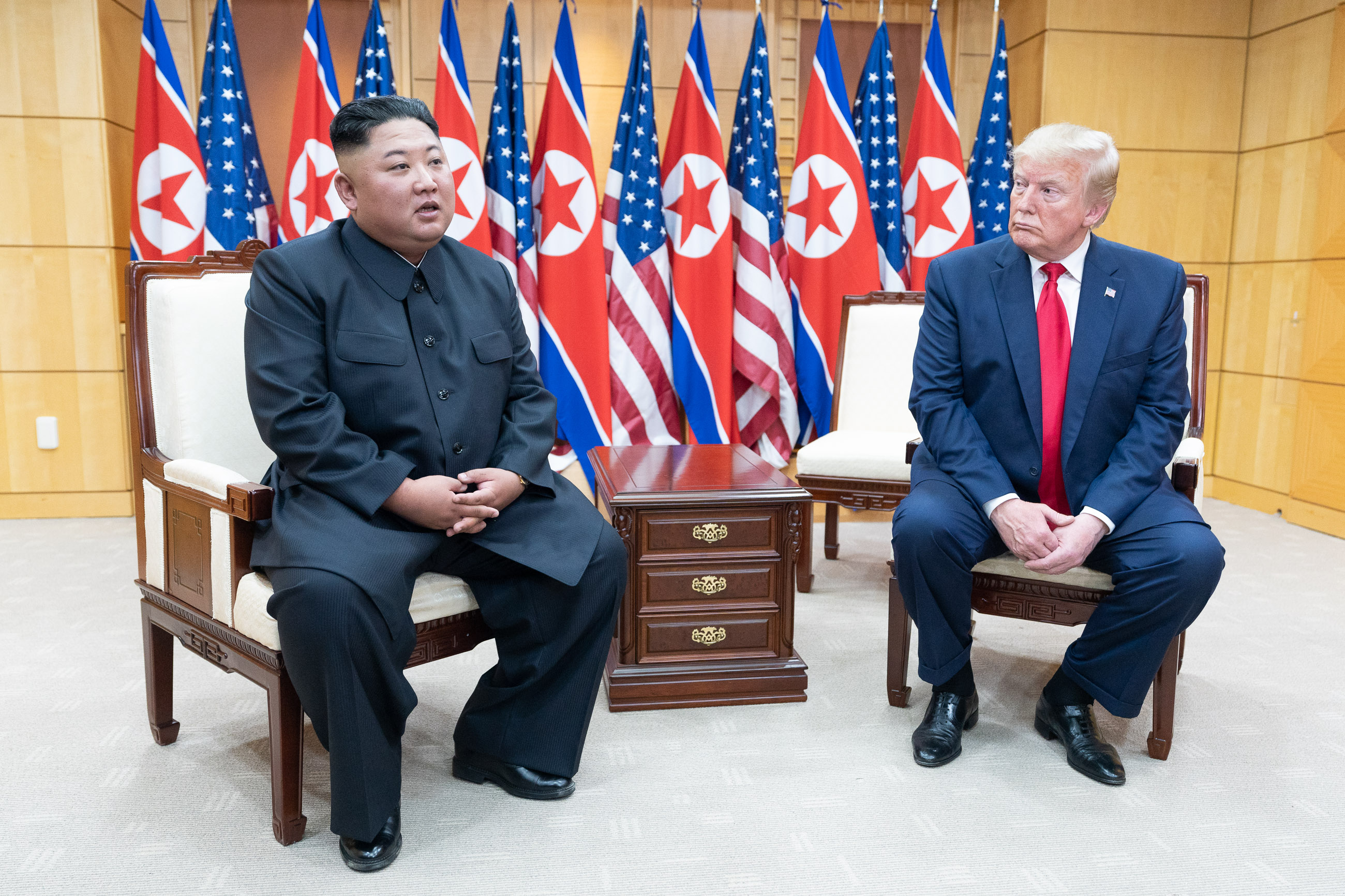
미국의 대통령 도널드 트럼프과 조선로동당 위원장 김정은이 평화의 집에서 미국과 한국의 기자단의 질의에 답변하면서 기자 회견을 하는 모습

- 대한민국: 더불어민주당 대표 이해찬은 "한반도 평화를 향한 또 하나의 이정표가 세워졌다"며 의미를 부여했고,[66] 제1야당인 자유한국당의 대표 황교안은 미국과 조선민주주의인민공화국의 정상이 만나 대화를 한 것은 큰 의미가 있다면서 "북핵 폐기라고 하는 본질적 목표에 흔들림이 없어야 한다"고 강조했다.[67]

- 조선민주주의인민공화국: 조선민주주의인민공화국의 매체들은 도널드 트럼프 현직 미국 대통령의 한국 전쟁이후, 최초로 군사 분계선을 넘어서서, 북한땅을 들어서서 북한지역에 방문한것은 "역사적인 상봉"이라고 표현하며 "놀라운 현실이 펼쳐졌다"고 했다.[68]

- 미국: 2020년 미국 대통령 선거 민주당 후보 경선에 참가한 후보들은 김정은을 만난 도널드 트럼프의 결정을 비판했다. 조 바이든 진영은 도널드 트럼프가 미미한 이득을 얻고자 수없이 많은 양보를 하며 독재자들을 감싸주고 있다고 비판했고, 엘리자베스 워런은 트위터를 통해 "우리의 대통령은 미국의 영향력을 무자비한 독재자와 사진을 찍고 연애편지를 주고받는 데에 낭비하지 말아야 한다"고 말했다.[69] 이후 도널드 트럼프는 "버락 오바마는 대통령 시절에 김정은과 만나고 싶어했지만 김정은은 만나려 하지 않았다. 버락 오바마 행정부는 북한의 김정은 위원장과의 회담을 구걸했다"고 주장했다.[70] 
  트럼프 전 국가 안보 보좌관이었던 맥팔랜드(K.T. McFarland)는 이번 트럼프 - 김(Trump-Kim) DMZ 정상회담을 기존의 1972년도에 큰 성과를 갖고온  미국 대통령 닉슨과 중국의 마오쩌둥 회의(Nixon-Mao meeting)와 비교하면서 현 미국 대통령의 계속되는 외교적 노력이 북한에서도 비핵화를 해야 한다는 당위성을 주어, 영향을 미칠 것이라고 결론 지었다. 구체적인 이유로 그녀(맥팔랜드(K.T. McFarland)는 김정은 위원장에 대해서 트럼프가 외교적인 접근을 하는 것은 미국 측에 위험성이 없지만, 오히려 김 위원장이 미국 대통령과 여러번 만나면서 무엇인가 성과를 내야 한다는 당위성을 주면서, 북한이 결국 비핵화를 하도록 자극 하는 효과를 가질 것이라고 분석했다. 만약 북한의 김정은 위원장이 미국의 트럼프 대통령과 외교관계를 지속하면서 비핵화를 추진하지 못한다면, 북한 내부의 정치 권력층 내부 결집의 어려움에 직면하게 될 것이라고, 북미 간 국제 외교 관계를 분석하였다.[71]

- 중화인민공화국: 중국 외교부 장관 왕이는 "김-트럼프 DMZ 정상회담은 한반도의 평화를 달성하기 위한 소중한 기회"라고 불렀으며, 중국 외교부 장관은 미국이 "북한의 경제 제재 완화에 대한 유연성을 보여줘야 한다"고 촉구했다. 미국은  북한의 비핵화 단계별로 경제 제제를 역시 차근 차근  완화하는 단계적인 접근 방식(step by step approach)이 실질적인 효과를 갖고 올 것이라고 구체적으로 언급하였다. 또한  북한에 일순간에 비핵화를 완료해야 한다고하는 빅딜(big deal)은 비현실적이라고 강조하였다.[72] 
 한국의 싱크 탱크 인 세종 연구소의 정성장 위원은  이번 2019년 북-중회담에서, 시진핑 중국 주석은 "북한의 비핵화를 위한 미국과의 협상과정에서, 북한의 지속적인 비핵화 노력의 대가로, 북한과 중국의 경제 협력 뿐 아니라 북한에 대한 안보 보장을 시진핑 중국 주석이  북한의 김정은 위원장에게 약속했을 것"이라고 분석하였다.[72]

- 사우디아라비아: 중동지역의 알자지라 언론은 이번 DMZ에서 만난 북미 정상회담은 미국의 트럼프 대통령이 북한과의 협상의 물꼬를 여는 의미 있는 발판을 마련하였다고 평가하였다.  특히 트럼프 미국 대통령이 북한의 김정은 위원장과 만나서 북핵 협상을 재개하는 계기를 만든것은 미국 외교의 중요한 이정표가 될수 있다라고 하였다.[73][74]

- 유엔:  유엔군 사령부 (UNFCC)는 목요일 (11월 / 7월)에 북한의 ICBM 능력에 대한 공식적인 전략적 평가를 처음으로 공개하며 발표했다. 북한이 보유한 대륙간 탄도 미사일(ICBM)의 3가지 모델 중 두 가지 모델인 : 화성 -14와 15는 미국 본토에서 대부분 지역 또는 미국 본토 어디에서나 공격 할 수 있는 능력이 있다고 분석결과를 발표하였다. 북한의 김정은 위원장은 비록 기존에 핵심적인 북한의 미사일 부지를 해체하라고 명령했지만, 주한 미군은 향후 북한 핵 계획의 방향을 예측하는 것은 신중해야 한다고 발표하였다.[75]

- 인도: 인도의 언론은 트럼프-김 미팅은  세계 최후의 냉전 지역 인 DMZ를 방문한 최초의 미국 대통령이기 때문에 드문 상징적 외교적 광경이라고 밝혔다. 그러나 두 가지 상반된 의견을 제시 하였다. 즉 부정적인 측면의 분석가들은 미국 국내 정치 의제에 대한 관심을 끄는 프레젠테이션으로 활용될 수 있다고 말했다. 그러나 한편 긍정적 인 분석가들은 2 차 세계 대전 이후의 분열된 지역, 한국 전쟁의 분단의 상징이며, 그리고 70년의 지속되던 적대감의 치유를 통해 남북간의 유대 관계를 개선 할 수 있는 위대한 발걸음 이라고 북미 판문점 정상회담에 대한 입장을 밝혔다.[76][77]

- 일본: 아베 신조 일본 총리는 싱가폴에서의 북미간의 1차 정상회담 이후에 북미간의 성공적인 북핵 협상을 지원 하고 있다고 발표하였다.[78]

- 성좌: 교황 프란치스코는 이번 회담을 "한반도의 평화뿐만 아니라, 전 세계를 위한 평화로 가는 길에서, 더 멀리 발걸음을 내딛는 것"이라며 큰 의미가 있다고 하면서, 긍정적으로 평가 했다.[79]

## 같이 보기
- 2019년 오사카 G20 정상회의
- 한미 관계
- 남북 관계
  - 남북정상회담
    - 2018년 제1차 남북정상회담
- 미국-조선민주주의인민공화국 관계
  - 북미정상회담
    - 2018년 북미정상회담
    - 2019년 2월 북미정상회담
- 러시아-조선민주주의인민공화국 관계
  - 북러정상회담
    - 2019년 북러정상회담
- 조선민주주의인민공화국-중국 관계
  - 북중정상회담
    - 2018년 북중 정상회담
- 포괄적 공동행동계획 - 미국과 이란이 15개월 이상의 지속된 실무 핵협상을 통해, UN 이사국 5개 국가(영국, 프랑스, 중국, 독일등)및 유럽연합의 지지를 받았던 인류 최초의 핵협정
- 이란의 핵프로그램에 대한 시각 - 이란의 핵 개발의 정당성에 대한 이란과 국제적인 시각
- 이란 핵협정의 협상 과정- 1년 6개월에 걸친 이란 핵협정 과정